# Pfarrkirche Absam-Eichat
Koordinaten: 47° 17′ 56,2″ N, 11° 30′ 58,5″ O
Die Pfarrkirche Absam-Eichat liegt im Ortsteil Eichat der Gemeinde Absam im Bezirk Innsbruck-Land in Tirol. Sie ist eine römisch-katholische Pfarrkirche im Dekanat Hall in der Diözese Innsbruck und dem Patrozinium Josefs des Arbeiters unterstellt. Das Gebäude steht unter Denkmalschutz.

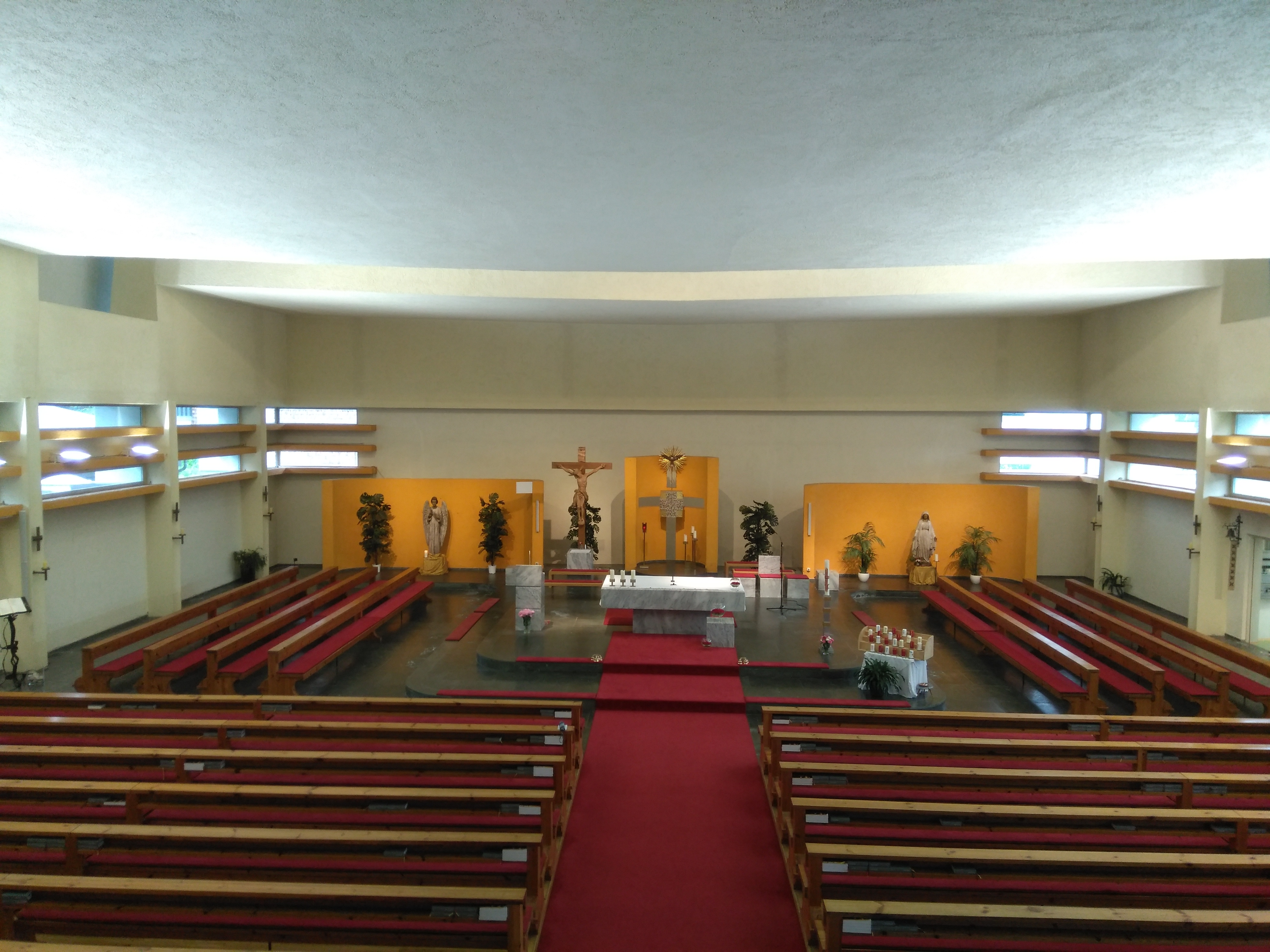
Blick von der Empore

## Geschichte
Auf dem Gelände eines Barackenlagers der deutschen Wehrmacht, das nach dem Zweiten Weltkrieg als Notunterkunft für Obdachlose und Flüchtlinge benutzt wurde, wurden Wohnhäuser und Siedlungen errichtet und es entstand der neue Ortsteil Eichat, in dem heute mehr als die Hälfte der Absamer Bevölkerung lebt. Bereits 1957 konnte dank des Einsatzes des damaligen Pfarrers von Absam, Karl Woditschka, in einer ehemaligen Werkstatt eine Notkirche eingerichtet werden. Diese wurde noch im selben Jahr am 19. März, dem Gedenktag des hl. Josef, geweiht.
Am 25. November 1968 konnte mit dem eigentlichen Kirchenbau in Eichat begonnen werden. Am 1. Mai 1969, dem Gedenktag Josefs des Arbeiters, erfolgte die Grundsteinlegung durch Generalvikar Josef Hammerl. In den Plänen von Rudolf Siegert und Herbert Hanak waren zusätzlich zur Kirche ein Pfarrheim, ein Pfarrsaal, sowie ein Turm vorgesehen. Der Turm wurde jedoch nie gebaut. Wenige Wochen vor der Kirchenweihe, als die Kirchenbänke bereits montiert waren, stürzte ein Großteil der Decke ein, was einen enormen Schaden anrichtete.

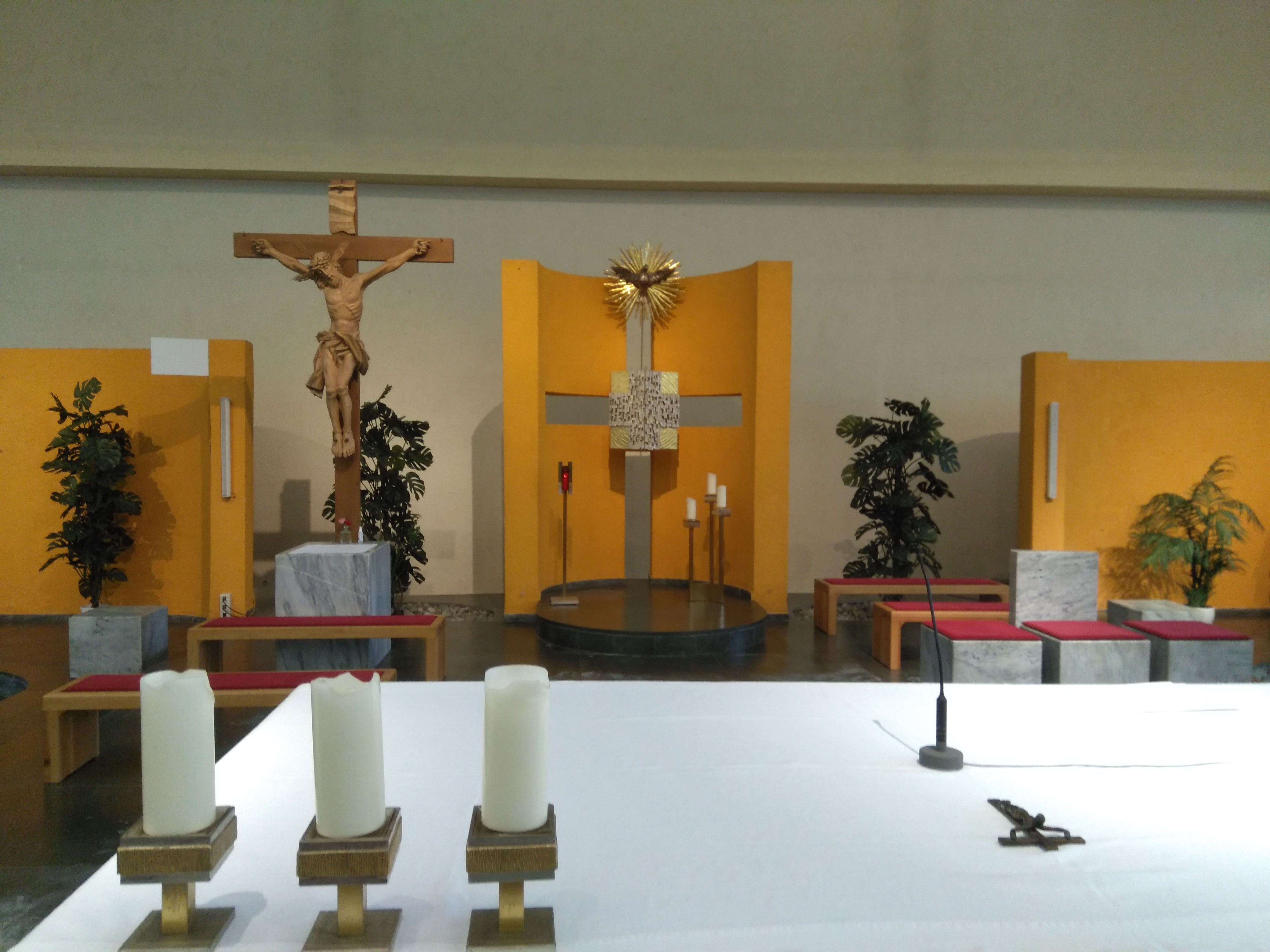
Altarraum der Pfarrkirche Absam-Eichat

Die Kirche St. Josef wurde am 8. Oktober 1972 von Bischof Paulus Rusch geweiht. Am selben Tag überreichte er Balthasar Schmerl die Installierungsurkunde zum Pfarrer von Eichat. Damit wurde Eichat von der Pfarre Absam abgepfarrt und eine eigenständige Pfarre. Heute bildet sie zusammen mit den Pfarren Absam und Thaur einen Seelsorgeraum.

## Beschreibung
St. Josef ist ein schlichter, turmloser Kirchenbau über einem rechteckigen Grundriss. Der Innenraum mit Empore und Rupertikapelle wird durch seitliche Fensterbänder belichtet. Die Kreuzwegstationen wurden vom Absamer Bildhauer Karl Obleitner junior aus Keramik geschaffen.